# Sunnydale
Sunnydale, en Californie, est la ville fictive qui sert de décor à la série télévisée Buffy contre les vampires, imaginée par Joss Whedon. Il s'agit d'une petite ville de banlieue résidentielle en apparence typique et anonyme, mais qui est aussi le théâtre de toutes sortes d'évènements démoniaques (plusieurs « fins du monde », heureusement avortées, s'y sont déroulées) puisque le lieu est situé sur la « Bouche de l'Enfer ». Buffy, la Tueuse de vampires, et ses amis font tout pour tenter d'empêcher ces événements étranges et défendre la ville contre les vampires, démons, et autres créatures horribles qui décident d'en faire leur terrain de chasse.
Dans l'épisode Attaque à Sunnydale, on apprend (par un panneau indicateur de bienvenue) que la ville compte 38 500 habitants. Au cours de divers épisodes de la série, il apparaît que la ville abrite un zoo (les Hyènes), un musée (la Momie inca), une université (que l'on découvre tout au long de la saison 4), une gare (la Déclaration), un aéroport (la Boîte de Gavrock) et une base militaire (Innocence).
Son emplacement exact est laissé délibérément dans le vague, mais il est indiqué à plusieurs reprises que la ville se situe à environ deux heures de route de Los Angeles et qu'elle est proche de l'Océan Pacifique (Au-dessus des lois) mais aussi du désert (la Fin des temps, partie 2), ce qui apparaît comme contradictoire. Joss Whedon a révélé en novembre 1998 que Sunnydale était proche de Santa Barbara.
Dans Tales of the Slayers, on apprend que Richard Wilkins a fondé la ville en 1899. Au cours de la saison 7, Sunnydale est de plus en plus victime d'activités surnaturelles et la population quitte la ville au cours d'un exode de masse (épisodes 19 et 20). La ville est finalement détruite à la fin du dernier épisode de la série, le sacrifice de Spike causant l'effondrement tout entier de Sunnydale et fermant définitivement la Bouche de l'Enfer.

## La Bouche de l'Enfer
La Bouche de l'Enfer est un endroit d'énergie surnaturelle renforcée. Selon la mythologie du « Buffyverse », c'est une zone autour de laquelle les barrières entre les dimensions sont affaiblies. La Bouche de l’Enfer a un point focal qui sert de portail entre la Terre et plusieurs dimensions de l'enfer. Pour ces raisons, La Bouche de l’Enfer attire les démons et d'autres créatures, devenant « un point chaud » pour les activités surnaturelles. Dans la présentation de la première saison, Joss Whedon évoque les facilités scénaristiques qu'amène l'existence de la Bouche de l'Enfer, ceci expliquant la profusion de monstres ou d'événements arrivant à Sunnydale.
Les énergies émises par la Bouche de l’Enfer peuvent avoir des effets étranges. Le lycée de Sunnydale, placé au-dessus du point focal, s'est fait le théâtre de plusieurs phénomènes surnaturels. Buffy a décrit les effets du sceau en disant « Ce lycée est sur la Bouche de l’Enfer, et elle peut capter certaines émotions que ressentent les gens, pour les rendre réelles ». Par exemple, une fille timide qui se sent invisible, devient réellement invisible. Un garçon souffrant de stress éclate littéralement. Les fantômes amoureux du lycée hantent l'école. Dans la saison 7, quand la Bouche de l’Enfer devient plus active qu'à n'importe quel autre moment de la série, la compétitivité entre les groupes sociaux s’intensifie dans une véritable guerre. Les exploits inexplicables de la science deviennent alors possibles. Les étudiants et les professeurs sont amenés à faire des choses maléfiques.
Buffy et Willow décrivent le sceau de Danzalthar, entrée de la Bouche de l'Enfer, comme un « bidet maléfique », dégageant de l'énergie maléfique dans ses environs. Se tenir placé sur le sceau de la Bouche de l’Enfer peut rendre blancs les yeux de la personne qui s'y trouve, et la forcer à tuer. Le sceau pouvait aussi transformer des personnes normales en Bringers, serviteurs de La Force, du moins, ce fut possible lors de la forte croissance du sceau engendré par la Force. Dans Le Manuscrit et Le Zéro pointé, un étrange démon avec des tentacules semble être directement à l'intérieur de la Bouche de l’Enfer ; cependant dans La Fin des temps, partie 2, elle mène à une caverne remplie de Turok-Han.
Il existe une autre Bouche de l'Enfer, située à Cleveland.

## Lycée de Sunnydale

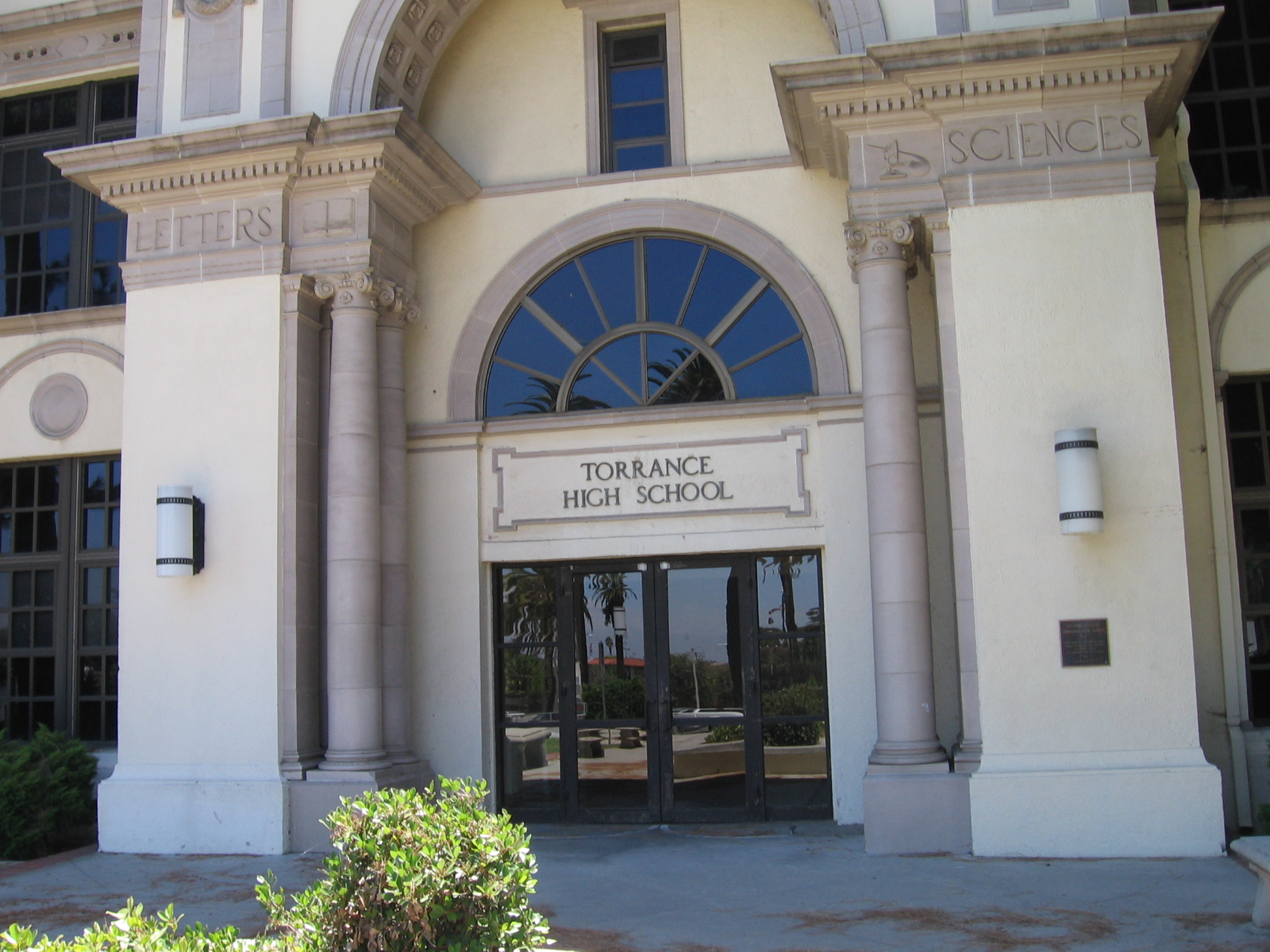
L'entrée du lycée de Torrance, où ont été filmées de nombreuses scènes de la série.

Le Lycée de Sunnydale, où se déroule une grande partie des trois premières saisons de la série, a été successivement dirigé par le principal Flutie jusqu'à ce que celui-ci soit dévoré par des hyènes dans l'épisode éponyme, par le Principal R. Snyder sur recommandation du maire Richard Wilkins jusqu'à la destruction du lycée dans le dernier épisode de la saison 3 et la mort de Snyder dévoré par Wilkins devenu un serpent géant, La Cérémonie partie 2 et enfin par Robin Wood lors de la réouverture du lycée au début de la saison 7.
Le lycée utilisé pour les scènes extérieures et certaines scènes intérieures est le lycée de Torrance, en Californie, c'est-à-dire le même établissement que pour Beverly Hills 90210.

## Le Bronze
Le Bronze est une boîte de nuit fictive de la ville de Sunnydale. Sur les 144 épisodes de la série, 66 d'entre eux contiennent une scène se déroulant au sein de cet établissement.
Le Bronze est un établissement de nuit qui fait à la fois office de bar et qui accueille des groupes de musique, et qui sert de lieu de rendez-vous des étudiants du campus. Même si l'âge autorisé pour la consommation est de 21 ans aux États-Unis, cette interdiction est généralement ignorée dans la série.
Une des particularités de cet établissement fictif est le fait que celui-ci accueille lors des concerts qu’il organise des groupes de musique réels, permettant ainsi de promouvoir des groupes émergeant de la scène musicale de Los Angeles, ou parfois des artistes et groupes plus connus, dont les chanteuses Aimee Mann et Michelle Branch, le groupe new-yorkais Cibo Matto, le groupe belge K's Choice et le groupe punk Nerf Herder. Le groupe fictif dans lequel joue Oz, les Dingoes Ate my Baby, y interprète ses chansons à plusieurs reprises.
On peut remarquer que l'âge moyen des personnes se rendant au Bronze évolue de la même manière que celui des personnages principaux (élèves dans les premières saisons, adultes plus tard).